# 黑河機場 (緬甸)
黑河機場是位在緬甸撣邦黑河的機場。是前往茵萊湖的主要機場。

## 航空路線

### 國內航線
| 航空         | 航點               |
| ------------ | ------------------ |
| 緬甸國家航空 | 仰光、景棟、奈比多 |
| 薩爾溫航空   | 仰光、曼德勒       |
| 仰達蓬航空   | 仰光、大其力       |
| KBZ航空      | 仰光、景棟、奈比多 |

## 歷年意外
因為機場的側風較不穩，因此發生了一些意外
- 1987年6月21日，一架緬甸航空福克F27號從黑河機場起飛後15分鐘撞上了一座8200英尺高的山峰，機上45人全部遇難。[1]
- 1987年10月11日，一架緬甸航空福克F27在黑河墜入1500英尺高的山上，船上全部49人遇難。包含14名美國人，7名瑞士公民，5名英國人，4名澳大利亞人，3名西德人，2名法國公民和1名泰國人，均不幸遇難。[2][3]

## 外部連結
- Accident history for HEH（页面存档备份，存于）

1. ↑  . Aviation Safety Network.   [13 March 2016]. （原始内容存档于2016-03-13）.
2. ↑  . Aviation Safety Network.   [13 March 2016]. （原始内容存档于2016-03-13）.
3. ↑  . New York Times. 12 October 1987  [13 March 2016]. （原始内容存档于2016-03-13）.